# Liste des œuvres de Déodat de Séverac
Cette liste regroupe les œuvres du compositeur français Déodat de Séverac (1872-1921).

## Légende
Classement chronologique établi comme suit :
1902 indiqué → composition terminée dans l'année ; 1902 retenu
1902-05 indiqué → composition débutée en 1902 et achevée en 1905 ; 1905 retenu
1902-05? indiqué → composition débutée en 1902 et peut être achevée en 1905? ; 1902 retenu dans le doute
1902?-05? indiqué → composition peut être débutée en 1902 et peut être achevée en 1905 ; 1902 retenu à défaut
1902-(45) → composition débutée en 1902 et achevée ou arrangée par un tiers en 1945 ; 1902 retenu ou à la suite de l'original pour la clarté

## Catalogue des œuvres
| Année             | Nom de l'œuvre                                                                                             | Catégorie                                  | Détail | 1re édition                                                                   |
| ----------------- | --- | ------------------------------------------ | --- | ----------------------------------------------------------------------------- |
| 1886-93           | |                                            | Période de l'École Royale Militaire de Sorèze |                                                                               |
| 1889?             | Petite étude, en sol mineur                                                                                | pour piano                                 | Première composition sous l'instruction de son professeur Léon Marfaing. | Inédit                                                                        |
| 1889-98           | P'tit bateau                                                                                               | pour piano                                 | Composition pour piano, retravaillée en 1898. ». → No.2: du recueil « Musique pour piano » de 1919 |                                                                               |
| 1889?             | Sub tuum, deux motets                                                                                      | musique sacrée pour voix et orgue          | Deux motets pour voix et orgue. | Inédit                                                                        |
| 1889              | Mélancolie, inspiré à la simple vue d'une certaine cane, en sol mineur                                     | pour piano                                 | | Inédit                                                                        |
| 1890 février      | Duo pour piano et hautbois ou violon, Op.II                                                                | musique de chambre                         | Composition d'un duo pour piano et hautbois ou piano et violon, pour la Saint-Gilbert. | Inédit                                                                        |
| 1890 avril        | Verset en sol majeur                                                                                       | musique sacrée pour orgue                  | | Inédit                                                                        |
| 1890 avril        | Elévation, en ut majeur                                                                                    | musique sacrée pour orgue                  | | Inédit                                                                        |
| 1891-92?          | 20 Versets pour harmonium                                                                                  | musique sacrée pour orgue                  | Peut-être composés lors de son séjour à l'abbaye de Fontfroide vers 1892 ? | Inédit                                                                        |
| 1892              | Verset ou prélude en ut majeur                                                                             | musique sacrée pour orgue                  | idem ? | Inédit                                                                        |
| 1893-96           | |                                            | Période du Conservatoire de Musique de Toulouse |                                                                               |
| 1889-95           | Sérénade au clair de lune, première version                                                                | pour piano                                 | Composition qui sera retravaillée en 1898 dans sa version définitive. | Inédit                                                                        |
| 1895              | Matin de pâques à Toulouse                                                                                 | pour piano                                 | Composition perdue. |                                                                               |
| 1895-97?          | Pastorale                                                                                                  | pour piano                                 | Petite composition pour piano inachevée et perdue, puis retrouvée en 1999. → No.6: du recueil « Musique pour piano » de 1919. → Recueil « Trois mélodies et quatre pages pianistes inédites » de 1999. | Presses Paris Sorbonne, 1999                                                  |
| 1895?             | Dix scènes des champs                                                                                      | pour piano                                 | Recueil en projet de dix pièces pour piano. Seule la première (Pastorale) a été commencée mais est restée inachevée. |                                                                               |
| 1896-98?          | Préludio                                                                                                   | pour piano                                 | Composition pour piano. → No.3 du recueil « Musique pour piano » de 1919 |                                                                               |
| 1896-98?          | Air de ballet                                                                                              | pour piano                                 | Composition pour piano. → No.4 du recueil « Musique pour piano » de 1919 |                                                                               |
| 1896-98?          | Promenade en mer                                                                                           | pour piano                                 | Composition pour piano. → No.5 du recueil « Musique pour piano » de 1919 |                                                                               |
| 1896-09           | |                                            | Période de Paris et de la Schola Cantorum |                                                                               |
| 1897              | La Fantine, opéra-ballet                                                                                   | opéra-ballet                               | Œuvre inachevée dont seule la « valse lente » sera conservée et terminée en 1901. | Inédit                                                                        |
| 1897              | Méditation, duo instrumental                                                                               | musique de chambre                         | Pour violon et piano. | Inédit                                                                        |
| 1897              | Barcarolle, duo instrumental                                                                               | musique de chambre                         | Composition d'un duo pour flûte et piano. | Inédit                                                                        |
| 1897              | Intermède en forme de canon pour orgue, fantaisie en ut mineur                                             | pour orgue                                 | Composition pour orgue seul. | Inédit                                                                        |
| 1898              | Sérénade au clair de lune                                                                                  | pour piano                                 | D'une toute première composition pour piano de 1889, reprise en 1898. → arrangement pour orchestre de chambre en 1913 | Inédit                                                                        |
| 1897-98           | Ave verum corpus, à deux voix égales (soprano ou ténor) avec accompagnement d'orgue                        | musique sacrée pour voix et orgue          | Motet à deux voix égales, qui sera retravaillé en 1898 après la mort de la sœur cadette de Déodat, Marthe Eugénie. « Ave verum corpus, Natum de Maria Virgine » | Paris : A.-Jullien, 1898                                                      |
| 1897-98           | Ritournelle, mélodie                                                                                       | pour voix et piano                         | Sur un poème de François Coppée (1842-1908). Mélodie retrouvée en 1999. « Dans la plaine blonde et sous les allées, Pour mieux faire accueil au doux messidor » → Recueil « Trois mélodies et quatre pages pianistes inédites » de 1999. | Presses Paris Sorbonne, 1999                                                  |
| 1897-98           | Renouveau, mélodie                                                                                         | pour voix et piano                         | Sur un rondel de la sœur de Déodat, Alix de Séverac et un poème de Charles d'Orléans. « Le temps a laissé son manteau, De vent de froidure et de pluie » → Recueil « Trois mélodies et quatre pages pianistes inédites » de 1999. | Presses Paris Sorbonne, 1999                                                  |
| 1897-98           | Les cors, mélodie                                                                                          | pour voix et piano                         | Petit poème en prose de Paul Rey. Pour ténor ou mezzo-soprano. « Voici les cors qui sonnent l'amour, Qui sonnent la mort » | Paris : Max Eschig, s.d.                                                      |
| 1897-98           | Le chevrier, mélodie                                                                                       | pour voix et piano                         | Extrait de « l'Anomalie », pamphlet en 1 acte, en vers de Paul Rey (1873-1918). « Là bas, dans les monts neigeux, Tremblante et blêmie » | Paris : E. Demets, 1902                                                       |
| 1898 février      | Les Huns, chanson de guerre                                                                                | pour voix et piano                         | Sur un poème de Paul Rey (1873-1918). « La horde, à l'aube cheminait, par monts et plaines » | Inédit                                                                        |
| 1898 mars         | Canon par diminution, en ut mineur                                                                         | pour orgue                                 | Composition pour orgue seul. | Inédit                                                                        |
| 1897-98 mai       | Suite, en mi mineur                                                                                        | pour orgue                                 | Grande suite pour orgue, terminée en 1898. | Paris : Ed. Mutuelle, 1902                                                    |
| 1898              | Prélude de quatuor, en sol mineur                                                                          | pour orgue                                 | Composition pour orgue seul. Existe aussi pour piano seul. | Inédit                                                                        |
| 1898              | Les Hiboux, mélodie                                                                                        | pour voix et piano                         | Sur un poème de Charles Baudelaire extrait des « fleurs du mal » (1857). « Sous les ifs noirs qui les abritent » → No.2 du recueil « Deux mélodies nouvelles » de 1910. → No.9 du recueil « Douze mélodies » de 1924. | Paris : Chapelier, 1913                                                       |
| 1898-01?          | Paysages tristes, soleils couchants, mélodie                                                               | pour voix et piano                         | Sur un poème de Paul Verlaine (1844-1896) « Une aube affaiblie, Verse par les champs, La mélancolie Des soleils couchants » → Recueil « Trois mélodies et quatre pages pianistes inédites » de 1999. | Presses Paris Sorbonne, 1999                                                  |
| 1898              | L'infidèle, mélodie                                                                                        | pour voix et piano                         | Sur un poème de Maurice Maeterlinck (1862-1949) extrait du recueil « Quinze chansons ». « Et s'il revenait un jour, Que faut-il lui dire ? » | Paris : Demets, 1901                                                          |
| 1898              | Chants de vacances, canon rigoureux à trois voix                                                           | pour voix à cappella                       | Canon pour chœur à 3 voix, à cappella, sur les textes de Jules Combarieu (1859-1916). | Paris : Revue Musicale, 1909                                                  |
| 1898              | Petite étude en sol mineur                                                                                 | pour piano                                 | Composition pour piano. → No.1: du recueil « Musique pour piano » de 1919 |                                                                               |
| 1898 juillet      | 'Vent d'Autan                                                                                              | pour piano                                 | Cantilène pour piano. → No.7: du recueil « Musique pour piano » de 1919 | Toulouse : Edouard Privat, 1898                                               |
| 1898 juillet      | Deuxième impromptu, dans le caractère romantique, en ut dièse mineur                                       | pour piano                                 | Petite composition pour piano retrouvée en 1999. → No.8: du recueil « Musique pour piano » de 1919. → Recueil « Trois mélodies et quatre pages pianistes inédites » de 1999. | Presses Paris Sorbonne, 1999                                                  |
| 1898 novembre     | Albada a l’estèla, (Aubade à l’étoile), mélodie                                                            | pour voix et piano                         | Mélodie en occitan sur un poème de Paul Rey (1873-1918). |                                                                               |
| 1899 juin         | Homo quidam, répons à trois voix d'hommes et orgue                                                         | musique sacrée pour voix et orgue          | Pour trois voix égales, ténors, barytons et basses avec orgue. | Inédit                                                                        |
| 1899 (octobre)    | Énée, poème symphonique                                                                                    | pour orchestre                             | Poème symphonique destiné au concours de la cité de Londres. Hélas, il y a été refusé. Œuvre perdue, peut-être réutilisée pour « Didon et Énée » de 1903. | Inédit                                                                        |
| 1899              | Marche religieuse                                                                                          | musique sacrée pour voix et orgue          | Composition pour orgue seul, période de la « Schola Cantorum ». |                                                                               |
| 1899-01?          | L'éveil de Pâques, mélodie                                                                                 | pour voix et piano                         | Sur un poème d'Émile Verhaeren (1855-1916). « Les vieilles mains d'argent, Des coutumes locales » | Paris : Eschig, s.d.                                                          |
| 1899              | Sonate en si bémol mineur                                                                                  | pour piano                                 | Sonate en quatre mouvements : - No.1: Adagio-Allegro - No.2: Élégie - No.3: Allegro-Scherzando, tempo di minuetto - No.4: Final → No.9 à 12: du recueil « Musique pour piano » de 1919 | Paris : Éd. musicales du Marais, 1990                                         |
| 1899-1900 février | Le chant de la terre, poème géorgique pour piano                                                           | pour piano                                 | Recueil de sept pièces pour piano : - No.1: Prologue (l'âme de la terre) - No.2: (I) Le labour - No.3: (II) Les semailles - No.4: Interlude (conte à la veillée) - No.5: (III) La grêle (Les Rogations - Le glas - L'orage au loin) - No.6: (IV) Les moissons - No.7: Épilogue (le jour des noces) → No.13 à 19: du recueil « Musique pour piano » de 1919 | Paris : Éd. Mutuelle, 1903                                                    |
| 1900              | Le Chant de la Terre , arrangement de Déodat de Séverac                                                    | pour voix et orchestre de chambre ou piano | Mélodies pour voix et piano, sur des textes de Déodat de Séverac, arrangées pour voix et orchestre de chambre : flûte, hautbois, clarinette, fagotto, cor, trompette, piano concertant et quintette à cordes : - No.1: Prologue (l'âme de la terre) - No.2: (I) Le labour « Le long du champ durci de calcaire et de marne, Torse ployé en arc et bras rivé au soc » - No.3: (II) Les semailles « Par les sillons du champ dompté, Le semeur va, silencieux » - No.4: Interlude (conte à la veillée) « Auprès de l'âtre, Sur un escabeau de hêtre, L'aïeule file indiscontinûment » - No.5: (III) La grêle « Comme des chocs d'arbres cassés, Dévalant aux vallées profondes » - No.6: (IV) Les moissons « Voici l'or qui choit, Sous le croissant clair » - No.7: Épilogue (le jour des noces) « Sous les tilleuls, en un tourbillon de soleil, Les couples s'ébattent » |                                                                               |
| 1900              | Paysages, poèmes avec musique                                                                              | pour voix et piano                         | Suite de quatre poèmes écrits par Déodat, dont seuls les deux premiers seront terminés et orchestrés pour les « Poèmes des saisons ». - No.1: Impression automnale « Le ciel gris des novembres est strié d'ombres glauques, Et fourchues de sorcières ailées, à droite, au Nord » - No.2: Chant d'ombre en la nuit d'hiver « Vire rouet des tristes Songes, Rouet. Viennent des sorcières frêles, Et vieilles » - No.3: De mon jardin, Au printemps, le soir « Le frais jardin s'endort sous l'ombre des ormeaux, Et ma maison semble rêver à quelque absente » - No.4: Pour faire suite aux « Pleureuses » « Le jardin est doux, et calme, et pacifique, Les branches y font le geste de bénir » |                                                                               |
| 1900 mars         | Poèmes des saisons, poèmes symphoniques                                                                    | pour orchestre                             | Tableau symphonique sur le cycle des saisons. Le printemps et l'été ne seront finalement pas composés. Restent les deux « Poèmes derniers » suivants, dont les partitions ont été perdues : - No.1: Impression automnale - No.2: Chant d'ombre en la nuit d'hiver |                                                                               |
| 1900              | Chanson triste, mélodie et duo instrumental                                                                | pour voix et orchestre de chambre          | Pour voix, violon et piano, d'après un poème de Maurice Bouchor (1855-1929). « On entend un chant sur l’eau dans la brume, Ce doit être un matelot » | Inédit                                                                        |
| 1900              | La chanson de Blaisine, mélodie                                                                            | pour voix et piano                         | Sur un poème de Maurice Magre (ca1877-1941), extrait du drame en un acte « L'ouvrier qui pleure ». « La bergère a laissé choir, Son cœur au fond du lac noir » | Paris : Demets, 1902                                                          |
| 1900              | Sant Felix                                                                                                 | pour voix à cappella                       | Chœur pour trois voix d’homme a capella sur un poème occitan de Vincent Belloc. |                                                                               |
| 19??              | Quintette en mi majeur, pour piano et cordes                                                               | musique de chambre                         | Date de composition très incertaine, classé en milieu de chronologie à défaut. | Inédit                                                                        |
| 19??              | A la Font d'En Fils, berceuse romantique                                                                   | musique de chambre                         | Pour quintette à cordes. Date de composition très incertaine. | Inédit                                                                        |
| 19??              | Berceuse, pour hautbois, violon et orgue                                                                   | pour orgue et instruments                  | Pour orgue accompagné d'un hautbois et d'un violon. Date de composition très incertaine. | Inédit                                                                        |
| 19??              | Méditation et musette, pour violon et orgue                                                                | pour orgue et instruments                  | Pour orgue et violon. Date de composition très incertaine. | Inédit                                                                        |
| 1901 février      | Nymphes au crépuscule, poème symphonique                                                                   | pour voix et orchestre                     | Tableau symphonique pour chœur de femmes (dans les coulisses) et orchestre. Utilisé en 1912 comme musique de scène pour « Hélène de Sparte » de Émile Verhaeren (1855-1916). Œuvre inachevée puis restituée par Pierre Guillot. | Inédit                                                                        |
| 1901 mars         | Farandole et bourrée, ballet                                                                               | ballet                                     | Danses orchestrales jouées par le Ballet du Capitole à Toulouse. | Inédit                                                                        |
| 1901 mai          | Le ciel est, par-dessus le toit, mélodie                                                                   | pour voix et piano                         | Sur un poème de Paul Verlaine (1844-1896), extrait du recueil « Sagesse » (1880). « Le ciel est, par-dessus le toit, Si bleu, si calme ! » → No.1 du recueil « Douze mélodies » de 1924. | Paris : Éd. Mutuelle, 1903                                                    |
| 1901              | Valse lente                                                                                                | pour piano                                 | Pièce pour piano dont la composition est la seule rescapée de la création annulée de l'opéra-ballet « La Fantine » de 1897. → No.20: du recueil « Musique pour piano » de 1919 |                                                                               |
| 1901              | Le lac aux ondines, poème symphonique                                                                      | pour orchestre                             | Composition pour orchestre ou orchestre de chambre. Œuvre perdue jusqu'en 1930, où la partition pour violon et une partie de celle pour piano ont été retrouvées par Canteloube. | Inédit                                                                        |
| 1901              | Un rêve, (A Dream), mélodie                                                                                | pour voix et piano                         | Sur le poème d'Edgar Allan Poe (1809-1849) « A dream », dans la traduction de Stéphane Mallarmé (1842-1898). « En des visions de la sombre nuit » → No.3 du recueil « Douze mélodies » de 1924. | Paris : Éd. Mutuelle, 1903                                                    |
| 1901              | Mignonne allons voir si la rose                                                                            | pour voix à cappella                       | Chœur à quatre voix d'hommes sans accompagnement, d'après le poème de Pierre de Ronsard (1524-1585). | Paris : Jobert, 1935                                                          |
| 1902              | Nymphes à l'aube, poème symphonique                                                                        | pour voix et orchestre                     | Partition inachevée. |                                                                               |
| 1903              | Temps de neige, mélodie                                                                                    | pour voix et piano                         | Sur un poème de Henry Gauthier-Villars (1859-1931). « Ô l'heure douce ! Ô l'exquise seconde » → No.2 du recueil « Douze mélodies » de 1924. | Paris : Poulalion, 1904                                                       |
| 1903              | A l'aube dans la montagne, mélodie                                                                         | pour voix et piano                         | Sur un poème du compositeur. « Le long du ciel grenat, d'un grenat d'iris, et roux » → No.4 du recueil « Douze mélodies » de 1924. | Paris : Rouart, Lerolle & Cie, 1906                                           |
| 1899-03           | Didon et Énée, (L'Énéide), suite symphonique                                                               | pour orchestre                             | Poème symphonique en quatre parties d'après « l'Énéide » de Virgile. Prévues pour orchestre, les 3 dernières ont été composées pour piano par manque de temps. Œuvre perdue. |                                                                               |
| 1903              | Le retour, pièce lyrique                                                                                   | opéra                                      | Musique de scène, composée sur un livret de Maurice Magre (1877-1941). Inédite, elle sera retravaillée pour réaliser en 1906 la pièce lyrique « Le cœur du moulin ». Une version pour voix et piano est aussi achevée en 1906. En 1909, l’œuvre sera définitivement retouchée. | Inédit                                                                        |
| 1903              | Le mirage, deux mélodies pour soprano et orchestre                                                         | pour voix et orchestre                     | Pièce en un acte et en vers de Léon Damart, pour soprano et orchestre : flûte, hautbois, clarinette, basson et quatuor à cordes. Œuvre perdue puis retrouvée à Paris : - No.1: Légèrement animé, « Claudicants, cahin, caha » - No.2: Lent, comme un choral, « Le ciel s'entrouve » | Théâtre du casino de Royan, le 7 septembre 1903. Inédit                       |
| 1903              | Loin des villes, poèmes avec musique                                                                       | pour voix et piano                         | Prologue suivi de quatre poèmes écrits par Déodat avec musique, réutilisées pour les pièces 1, 2, 3 et 5 de l’œuvre pour piano « En Languedoc ». « Mon père était bon et aimait les champs, Les champs paisibles où la mélancolie tressaille » | Paris : Rouart, Lerolle & Cie, 1906                                           |
| 1903-4 novembre   | En Languedoc, suite de cinq pièces pour piano                                                              | pour piano                                 | Suite pour piano composée de cinq pièces. Titre d'origine pour quatre pièces (sauf No.4) « Loin des villes » : - No.1: Vers le mas en fête - No.2: Sur l'étang, le soir - No.3: À cheval dans la prairie - No.4: Coin de cimetière au printemps - No.5: Le jour de la foire, au mas → No.20 à 24: du recueil « Musique pour piano » de 1919 | Paris : Rouart, Lerolle & Cie, 1905                                           |
| 1903-04           | Triptyque, poème symphonique                                                                               | pour orchestre                             | Composition musicale d'après un poème de Louis Le Cardonnel (1862-1936). Utilisé en 1912 comme musique de scène pour « Hélène de Sparte » de Émile Verhaeren (1855-1916). Œuvre perdue. |                                                                               |
| 1904              | Méditerranéenne, poème lyrique                                                                             | pour voix et orchestre                     | Cantate en 5 mouvements pour une voix et orchestre (chanté, dansé et mimé), sur un poème de François-Paul Alibert (1873-1953). A été transcrit pour piano par Déodat de Séverac. Compositions perdues, voire inachevées. | Inédit                                                                        |
| 1904              | Méditerranéenne, arrangement de Déodat de Séverac                                                          | pour piano                                 | Transcription pour piano des 5 mouvements de la cantate pour voix et orchestre. Œuvre entendue par Canteloube en 1904 et perdue depuis. | Inédit                                                                        |
| 1904              | Le Soldat de plomb, histoire vraie en trois récits                                                         | pour piano à 4 mains                       | Petite suite comique à quatre mains extraite de « l'album pour enfants, Petits et grands » : - No.1: Sérénade interrompue - No.2: Quat'jours de boite - No.3: Défilé nuptial → No.26 à 28: du recueil « Musique pour piano » de 1919 | Paris : Édition Mutuelle, 1905                                                |
| 1905              | Les vieilles chansons de France, dix harmonisations et ritournelles de Déodat de Séverac                   | pour voix et piano                         | Recueil de 10 chansons harmonisées et ritournelles pour une voix et piano : - No.1: La semaine de la mariée, « Dimanch' je fus à l'assemblée (bis), Là, comme je fus regardée » - No.2: La peureuse, « Lison revenait au village, C'était le soir, Elle aperçut sur son passage » - No.3: La ronde (ou La belle fille et le petit bossu), « Dans la ru' Chiffonnièr', En plin plan rau tan plan plan plan » - No.4: L'Auvergnat, « Mon père m'y marie, Et pan pan pan, Mon père m'y marie, Avec un auvergnat » - No.5: Le manchon, « V'là c'que c'est que d'être si bonne, Un de ces matins qu'il gelait » - No.6: Ma mère il me tuera, « Ma mèr' m'a marié, Avec un avocat » - No.7: Les gens qui sont jeunes, « Là-haut, sur les côtes, La bell' s'endormit » - No.8: Le roi a fait battre tambour, « Le Roi a fait battre tambour (bis), Pour voir toutes ses dames » - No.9: Les belles manières, « Javotte enfin vous grandissez, Venez il faut que je vous gronde » - No.10: Le boudoir d'Aspasie, « Tout est charmant chez Aspasie, L'art y prodigue son savoir »     | Paris : Rouart, Lerolle & Cie, 1905                                           |
| 1905              | Chansons du XVIIIe siècle, premier recueil, dix chansons et ritournelles harmonisées par Déodat de Séverac | pour voix et piano                         | Recueil de 10 chansons harmonisées et ritournelles pour une voix et piano : - No.1: Ba, be, bi, bo, bu, « Je ne suis plus dans l'ignorance, Je sais mon ba be bi bo bu » - No.2: R'muons le cotillon, « Faut tré tous danser en rond, Y allons donc, R'muons le cotillon » - No.3: Zon, zon, zon, « Plus belle que Vénus, vous avez l'art de plaire » - No.4: Le vieil époux, « Dans ma quinzième année, J'attendais un époux » - No.5: Pour le jour des Rois, « Le jour de l'Epiphanie, Il faut boire toujours plein » - No.6: Le berger indiscret, « Un soir dans un sombre bocage, Nanette dit à Colinet » - No.7: V'là c'que c'est qu'd'aller au bois ! « Tous nos tendrons sont aux abois, V'là c'que c'est qu'd'aller au bois ! » - No.8: Prière du matin, « Un matin évéillée, Au point du jour, Ma fenestre levée, Ô Dieu d'amour ! » - No.9: Ne dérangez pas le monde, « Ce mouchoir, belle Raymonde, Va contre votre intérêt » - No.10: Offrande, « Si l'on avait l'audace d'aller chez vous, Pour occuper la place de votre époux »                               | Paris : Rouart, Lerolle & Cie, 1905                                           |
| 1906              | Chansons populaires harmonisées, huit harmonisations et ritournelles de Déodat de Séverac                  | pour voix et piano                         | Recueil de 8 chansons harmonisées et ritournelles pour une voix et piano : - No.1: Jean des Grignottes, chanson de chasse, « Jean des Grinottes, Fils des montagnes » - No.2: Le cotillon couleur de rose, « Fanchon as-tu peur que je te touche ? Pourquoi me traiter avec rigueur ? » - No.3 /1: Dans les prisons de Nantes, première version, « Dans les prisons de Nantes (bis), Lui y a t'un prisonnier » - No.3 /2: Dans les prisons de Nantes, deuxième version, « Dans les prisons de Nantes, Il y'a un prisonnier (bis) » - No.4: Le roi Renaud, « Quand Jean-Renaud de guerre r'vint, Tenait ses tripes dans ses mains » - No.5: J'ons eun' joulie maison, chanson de Picardie adaptée, « J'ons eun' joulie maison, All est tout' en brique ros's » - No.6: Les houssards de la Garde, chanson de route harmonisée - No.7: Cocorico, (mélodie inachevée) - No.8: Le nid, (mélodie inachevée) Ces dernières chansons sont perdues. | Paris : Rouart, Lerolle & Cie, 1906                                           |
| 1906              | Le tombeau de Gauguin, (ou la mort de Gauguin)                                                             | pour piano                                 | Composée 3 ans après la mort du peintre et arrangée par Cipa Godebski, la composition a été jouée en 1906 au Salon d'Automne puis a été perdue. | Paris : Salon d'Automne, 1906                                                 |
| 1906              | Les vendanges, pour piano et orchestre                                                                     | pour piano et orchestre                    | | Inédit                                                                        |
| 1907              | Valse métèque, valse lente                                                                                 | pour piano                                 | Petite composition pour piano. → No.29: du recueil « Musique pour piano » de 1919. → Recueil « Trois mélodies et quatre pages pianistes inédites » de 1999. | Presses Paris Sorbonne, 1999                                                  |
| 1907              | Danse du tonneau et du bidon, valse brillante                                                              | pour piano                                 | Petite composition pour piano. → Recueil « Trois mélodies et quatre pages pianistes inédites » de 1999. | Presses Paris Sorbonne, 1999                                                  |
| 1907?             | Chansons populaires et de Cour, chansons et ritournelles harmonisées par Déodat de Séverac                 | pour voix et piano                         | Recueil de chansons comprenant des mélodies précédentes et ces quelques inédits. Sans date de composition précise : - No.1: Le coin sensible - No.2: Le bel oiseau | Paris : Rouart, Lerolle & Cie, 1907                                           |
| 1907              | Chansons du XVIIIe siècle, second recueil, neuf chansons et ritournelles harmonisées par Déodat de Séverac | pour voix et piano                         | Recueil de 9 chansons harmonisées et ritournelles pour une voix et piano : - No.1: Vaudeville des batelières de Saint-Cloud, « Sans avoir aucune amourette » - No.2: Musette, « Quitte ta musette, Berger amoureux, Les tendres sons qu'elle répète, Sont trop dangereux » - No.3: Le beau Daphnis, « Que je regrette mon amant, Jusqu'au trépas il fut fidèle » - No.4: L'amour en cage, « Par un matin, Lisette se leva (bis), et dans le bois seulette s'en alla » - No.5: Le vin de Catherine, « Catherine s'est coiffée, De six bouteilles de vin, Elle en est au lit malade » - No.6: Nicodème (ou J'ons bian autre chose à faire), «Croyez-vous que Nicodème se plaise à vos airs gausseux ? » - No.7: L'homme n'est jamais content, « Lorsqu'à Tircis pour l'apaiser, J'ay permis de prendre un baiser » - No.8: La fileuse, « Fillette seulette, Je m'en vais chantant, Et ma quenouillette, Sans cesse filant » - No.9: Cécilia, « Mon pèr' n'avait fille que moi (bis, Encor' sur la mer il m'envoie »                                                            | Paris : Rouart, Lerolle & Cie, 1907                                           |
| 1907              | Philis, mélodie                                                                                            | pour voix et piano                         | Rondeau chanté, d'après un manuscrit du XVIIIe siècle. En fa majeur. « Par un souris l'Amour surpris, Malgré Psyché vous rend les armes » → No.5 du recueil « Douze mélodies » de 1924. | Paris : Rouart, Lerolle & Cie, 1907                                           |
| 1907-(20)         | Philis, arrangement de Stéphane Chapelier                                                                  | pour orchestre                             | Orchestration de Stéphane Chapelier (1884-1966) vers 1920. | Paris : Rouart, Lerolle & Cie, 1920                                           |
| 1907              | Pippermint-Get, valse brillante pour le concert                                                            | pour piano                                 | → No.30: du recueil « Musique pour piano » de 1919 | Paris : Rouart, Lerolle & Cie, 1907                                           |
| 1907?             | Pippermint-Get, arrangement de Déodat de Séverac                                                           | pour orchestre                             | Version orchestrée par le compositeur. |                                                                               |
| 1907              | Stances à Madame de Pompadour                                                                              | pour piano                                 | → No.31: du recueil « Musique pour piano » de 1919 | Paris : Rouart, Lerolle & Cie, 1921                                           |
| 1907              | Le parc aux cerfs, suite pour petit orchestre                                                              | musique de chambre                         | Suite en quatre mouvements pour orchestre de chambre : piano, hautbois et quatuor à cordes. | Inédit                                                                        |
| 1907-19?          | Les Antibel, opéra en cinq actes                                                                           | opéra                                      | D'après le roman de 1892 d'Émile Pouvillon (1840-1906). Mis en scène dès 1899 sans musique, qui seront composées dès 1907 et probablement achevées vers 1919. Œuvre perdue. |                                                                               |
| 1907              | La princesse d'Okifari, opérette                                                                           | opérette                                   | Projet inachevé et partitions musicales perdues, sur un livret de Louis Lointier. Sera repris en 1919 pour « Le roi Pinard ». | Inédit                                                                        |
| 1907-(29)         | Lied romantique, duo instrumental                                                                          | musique de chambre                         | Composition vers 1907 d'un duo pour violoncelle et piano. La partie de piano perdue a été reconstituée en 1929, par René de Castéra (1873-1955). | Rouart, Lerolle & Cie, éditeurs , 1929                                        |
| 1907-08           | Les muses sylvestres, suite pour petit orchestre                                                           | musique de chambre                         | Suite en quatre mouvements pour orchestre de chambre : piano, quintette à vents et quatuor à cordes. Recomposée plus tard pour piano et double quintette. | Inédit                                                                        |
| 1908              | Baigneuses au soleil, souvenir de Banyuls-sur-mer                                                          | pour piano                                 | → No.32: du recueil « Musique pour piano » de 1919 | Paris : Rouart, Lerolle & Cie, 1909                                           |
| 1903-09           | Le cœur du moulin, pièce lyrique en deux actes avec un ballet                                              | opéra                                      | Composée de 1903 à 1909, à partir de la composition de 1903 « Le retour », sur un livret de Maurice Magre (1877-1941). La pièce lyrique sera jouée en février 1906 à l'Opéra Comique dans sa première version. La même année, une version pour voix et piano est achevée. Œuvre définitive, retouchée en 1908-09. Notes du compositeur: « Achevé aux vendanges 1903. Retouché aux vendanges 1908 à St Felix en Languedoc ». Pour 2 sopranos, 2 mezzo-sopranos, 3 ténors, 1 baryton, 1 basse, chœur mixte et orchestre. | Paris, Opéra-Comique, 8 décembre 1909                                         |
| 1909              | Chanson de Jacques, mélodie                                                                                | pour voix et piano                         | Sur un poème de Maurice Magre (1877-1941), réduction pour voix et piano de l'air extrait de l'acte I. de la pièce lyrique en 2 actes « Le cœur du moulin ». « Quand je partis j'avais pour mie, pour mie une bergère ! » → No.6 du recueil « Douze mélodies » de 1924. | Paris : Musica, janvier 1910                                                  |
| 1909              | La danse des treilles                                                                                      | pour piano à 4 mains                       | Réduction pour piano à 4 mains de la musique de ballet extraite de l'acte II. de la pièce lyrique en 2 actes « Le cœur du moulin ». |                                                                               |
| 1909              | La cité, cantate                                                                                           | pour voix à cappella                       | Pour la création du théâtre de la cité de Carcassonne, composition d'une cantate pour solistes et chœur à quatre voix d'hommes sur un texte de Victor Gastilleur (1880-1928). Existe avec accompagnement d'harmonie. | Vienne : Martin, 1909                                                         |
| 1909              | Navarra, avec Déodat de Séverac comme continuateur                                                         | pour piano                                 | Continuation de l’œuvre pour piano d'Isaac Albéniz (1860-1909) de 1907. Pièce inachevée et terminée par Déodat de Séverac. Il existe aussi une version achevée par Jaime Pahissa (1880-1969). | Paris : Société nationale de musique, 7-1-1912                                |
| 1909-(12?)        | Navarra, arrangement d'Enrique Fernández Arbós                                                             | pour orchestre                             | Orchestration de l’œuvre pour piano d'Isaac Albéniz et de Déodat de Séverac par Enrique Fernández Arbós (1863–1939). |                                                                               |
| 1910-21           | |                                            | Période pyrénéenne, à Céret |                                                                               |
| 1910              | Héliogabale, tragédie lyrique avec ballet-mime, en vers et en trois actes et un prologue                   | opéra                                      | Orchestration avec voix (chant et narratif) sur des poèmes d'Émile Sicard (1879-1920) : - Prologue : Les deux triomphes (de Charles Guerret) « L'ombre des nuits, le bleu des jours, Gardent la vision de la pompeuse escorte » - Épilogue : ballet-mime La résurrection d'Adonis (scénario de Gabriel Boissy) Pour soprano, ténor, baryton, 3 comédiennes, 4 comédiens, 3 danseuses et orchestre (avec, pour la première fois, une cobla catalane). | Arènes de Béziers, 21 août 1910                                               |
| 1910              | Héliogabale, pour voix et piano                                                                            | pour voix et piano                         | Composition originale pour voix et piano sur des poèmes d'Émile Sicard (1879-1920). | Paris : Rouart, Lerolle & Cie, 1910                                           |
| 1910-13?          | Flors d’Occitània, trois mélodies                                                                          | pour voix et piano                         | Mélodies en occitan, inspirées du recueil de 1906 de Prosper Estieu, « Flors d'Occitania, sonets en lenga d'Oc » : - No.1: Canson pel Cabalet (1910), (La Chanson du petit cheval), sur un poème de Prosper Estieu (1860-1939), « Cabalet miu, car cabalet, vai com lo vent! » - No.2: Albado (1910 ou 1913), (Aubade), sur un poème de Marguerite de Navarre (1492-1549), « Aici toun Jan, toun Jan, O Margarido, Que l'amour a fait adali » - No.3: Cant per Nadal (1910), (Chant de Noël) sur un poème de Pierre Goudelin (1580-1649), « Perque n'abèn pas l'abantatge, De nous trouba dins le bilatge » → Ces mélodies ont été traduites en français puis éditées individuellement. |                                                                               |
| 1910              | Chanson de la nuit durable, mélodie                                                                        | pour voix et piano                         | Sur un poème de Louise Espinasse-Mongenet (1871-1956). « Oh! ma petite princesse de clarté, Venez avec moi sur les routes nocturnes » → No.7 du recueil « Douze mélodies » de 1924. | Paris : Rouart, Lerolle & Cie, 1921                                           |
| 1910?             | Chanson de la nuit durable, arrangement de Déodat de Séverac                                               | pour voix et orchestre                     | Version avec orchestre par Déodat de Séverac. |                                                                               |
| 1910              | Chanson pour le petit cheval, mélodie                                                                      | pour voix et piano                         | Sur un poème de Prosper Estieu (1860-1939). cf version en occitan « Canson pel cabalet ». « Petit cheval, qui m'es si cher, va promptement ! » → No.1 du recueil « Deux mélodies nouvelles » de 1910. → No.8 du recueil « Douze mélodies » de 1924. | Paris : Chapelier, 1913                                                       |
| 1910-13?          | Aubade, mélodie                                                                                            | pour voix et piano                         | Sur un poème languedocien de Marguerite de Navarre (1492-1549). cf version en occitan « Albado ». « Voici ton Jean, ton Jean, Ô ! Marguerite, Que l'amour remplit de langueuir » → No.11 du recueil « Douze mélodies » de 1924. | Paris : Rouart, Lerolle & Cie, 1917                                           |
| 1910              | Chant de Noël, mélodie                                                                                     | pour voix et piano                         | Sur un poème de Pierre Goudelin (1580-1649). cf version en occitan « Cant per Nadal ». « Las ! nous n'avons pas l'avantage, De nous trouver dans le village » → No.12 du recueil « Douze mélodies » de 1924. | Paris : Rouart, Lerolle & Cie, 1917                                           |
| 1910              | Deux mélodies en langue d’oc                                                                               | pour voix et piano                         | Sur des paroles du Docteur Vabre (Béziers). Ces mélodies en occitan ne nous sont pas parvenues, leur publication est attestée par Blanche Selva dans sa biographie « de Séverac ». | Béziers, J.Robert, 1910                                                       |
| 1910?-20?         | Cant nobial, mélodie                                                                                       | pour voix et piano                         | Sur des paroles de Marie Baraillé (1895-1968), musique de Déodat de Séverac. La musique est perdue, seules les paroles sont conservées. « Uèi dins nostre glèiza polida » |                                                                               |
| 1910?             | La Résurrection d'Adonis, arrangement de Déodat de Séverac                                                 | pour voix et piano à 4 mains               | Transcription du ballet, acte III. de la tragédie lyrique « Héliogabale », pour soli, chœur de femmes et piano à 4 mains, par Déodat de Séverac. |                                                                               |
| 1910              | Deux mélodies nouvelles                                                                                    | pour voix et piano                         | Recueil de 2 mélodies pour voix et piano déjà référencées : - No.1: Chanson pour le Petit Cheval (1910) - No.2: Les hiboux (1898) | Paris : L. Philippo Éditeur, 1913                                             |
| 1908-11           | Cerdaña, cinq études pittoresques pour piano                                                               | pour piano                                 | Cinq études pour piano : - No.1: En Tartane, (L'arrivée en Cerdagne) - No.2: Les fêtes, (Souvenir de Puigcerda) - No.3: Ménétriers et glaneuses, (Souvenir d'un pèlerinage à Font-Romeu) - No.4: Les muletiers devant le Christ de Llivia, (Complainte) - No.5: Le retour des muletiers → No.34 à 38: du recueil « Musique pour piano » de 1919 | Paris : Éd. Mutuelle, 1911                                                    |
| 1911              | En vacances, premier recueil : (Au château dans le parc), huit petites pièces romantiques                  | pour piano                                 | Recueil de huit pièces pour piano : - Introduction: Invocation à Schumann - No.1: Les caresses de Grand'Maman - No.2: Les petites voisines en visite - No.3: Toto déguisé en suisse d'église - No.4: Mimi se déguise en marquise - No.5: Ronde dans le parc - No.6: Où l'on entend une vieille boîte à musique - No.7: Valse romantique → No.39 à 46: du recueil « Musique pour piano » de 1919 | Paris : Rouart, Lerolle & Cie, 1911                                           |
| 1911?             | En vacances, premier recueil arrangements de Déodat de Séverac                                             | pour piano à 4 mains                       | Arrangements des 8 pièces pour piano à 4 mains par Déodat de Séverac. | Paris : Rouart, Lerolle & Cie, 1911                                           |
| 1911              | Mugueto | musique de scène                           | Musique de Scène pour le conte en languedocien et en trois actes de Marguerite de Navarre (1492-1549). Œuvre aujourd’hui perdue. | Inédit                                                                        |
| 1911              | Les Nymphes de Nogarède, trio musical                                                                      | musique de chambre                         | Composition vers d'un trio pour violon, violoncelle et piano. | Inédit                                                                        |
| 1911              | Canzone dans le style neo-javanais, vocalise-étude dans le mode hypolydien                                 | pour voix et piano                         | Musique pour voix élevées et piano. |                                                                               |
| 1911              | Lo cant del Vallespir, (Chant du Vallespir), cantate et sardana                                            | pour voix et orchestre                     | Cantate en catalan pour solistes, chœur et orchestre, sur un poème catalan de Jean Amade (1878-1949). « Cantem la terra catalana, terra de l'alegría y terra de la pau » | fêtes catalanes de Céret des 2 et 3 juillet 1911, inédit                      |
| 1911              | Sorèze et Lacordaire, cantate                                                                              | musique sacrée pour voix et orchestre      | Cantate pour solistes, chœur et orchestre, sur un poème de François Tresserre (18..-1942). | Vienne : Martin, 1911                                                         |
| 1912              | Hélène de Sparte, tragédie en quatre actes                                                                 | musique de scène                           | Musique de scène pour la tragédie en 4 actes d'Émile Verhaeren (1855-1916) mise en scène par Aleksandr Akimovič Sanin (1869-1956). Orchestre et chœurs sous la direction de Louis Hasselmans (1878-1957). Composition de 4 préludes (un par acte). Poèmes utilisés pour l'œuvre déjà référencés : → Nymphes au crépuscule (1902) → Triptyque (1904) | Paris, Théâtre du Châtelet, le 4 mai 1912                                     |
| 1912              | Versets pour les vêpres d'un confesseur non pontife, pour grand orgue                                      | musique sacrée pour orgue                  | Cinq versets pour grand orgue d'après les thèmes liturgiques : - No.1: Domine quinque talenta - No.2: Euge serve bone - No.3: Fidelis servus et prudens - No.4: Beatus ille servus - No.5: Serve bone et fidelis | Paris : Librairie de l'art catholique, 1914                                   |
| 1912-14?          | La Victoire de Samothrace, tragédie lyrique                                                                | musique de scène                           | Composition d'une musique de scène pour une pièce d'Abel Gance (1889-1981). Œuvre perdue. | 1928?                                                                         |
| 1912-13           | Petite suite scholastique, sur un thème de carillon languedocien                                           | musique sacrée pour orgue                  | Cinq pièces pour orgue ou harmonium : - No.1: Prélude (ou Entrée) - No.2: Méditation (ou Offertoire) - No.3: Prière-choral (ou Élévation) - No.4: Cantilène mélancolique (ou Communion) - No.5: Fanfare fuguée (ou Sortie) | Paris : Librairie de l'art catholique, 1913                                   |
| 1913              | Nou cerquen poun en jounnesso, (Ne cherchons point dans la jeunesse), chant                                | chant                                      | Chant seul en occitan sur un poème de Pierre Goudelin (1580-1649) publié dans « La belle chanson du Pays de France et des Pays d’Oc », n°20, dirigé par Marius Léger (Toulouse). |                                                                               |
| 1913              | La fille de la terre, tragédie lyrique en trois actes                                                      | musique de scène                           | Tragédie populaire en trois actes, sur des textes d'Émile Sicard (1879-1920). Préludes symphoniques et thèmes lyriques rythmés pour soprano et orchestre. Œuvre perdue. | Théâtre de plein-air de Coursan, 1913                                         |
| 1913              | La perle des Pyrénées, chanson                                                                             | chant                                      | Chansonnette sur des paroles inspirées « d'en pere de l'Alzina ». | inédit                                                                        |
| 1913              | Quatre cantiques à une voix                                                                                | musique sacrée pour voix et orgue          | Pour une voix et orgue (ou harmonium), dans le style d'anciens cantiques languedociens : - No.1: Cantique de pénitence, « Mon doux Jésus, enfin voici le temps » - No.2: Ouvrages du Très-Haut - No.3: Cantique pour la communion, « Le voilà, le roi des anges » - No.4: Souvenez-vous | Paris : Librairie de l'art catholique, 1913                                   |
| 1913              | Sainte Jeanne de Lorraine, cantique à Jeanne d'Arc                                                         | musique sacrée pour voix et orgue          | Pour 1 voix et orgue (ou harmonium) | Paris : Librairie de l'art catholique, 1920                                   |
| 1913              | Dius Poderós, (Dieu puissant), cantique                                                                    | musique sacrée pour voix et orgue          | Cantique en occitan pour 1 voix et orgue (ou harmonium) ou voix seule, sur des paroles de Prosper Estieu (1860-1939), (Repertòri dels Grilhs del Lauragués No.3). « Dius poderòs, ò dots del blos amor, Dins nòstre còr demoratz nèit e jor ! » | Colètge d’Occitania, Castelnòudari, vers 1925                                 |
| 1913-(41)         | Dius Poderós, arrangement de Joseph Canteloube                                                             | musique sacrée pour voix et orgue          | Harmonisation réalisée par Joseph Canteloube (1879-1957) en février 1941 pour la chorale « Lo Castet de Garona » de Muret, dirigée par Marguerite Dechaumont. |                                                                               |
| 1913?-20?         | Uèi subre de palha torrada, (Aujourd’hui sur la paille gelée), cantique                                    | musique sacrée pour voix et orgue          | Cantique de Noël en occitan pour 1 voix et orgue (ou harmonium), sur des paroles de Prosper Estieu (1860-1939), (Repertòri dels Grilhs del Lauragués N°6). | Colètge d’Occitania, Castelnòudari, vers 1945                                 |
| 1913              | Sérénade au clair de lune, arrangement de Déodat de Séverac                                                | musique de chambre                         | Original pour piano de 1898. Orchestration pour petit orchestre : flûte, hautbois, 2 clarinettes, basson, 2 cors, percussions et quintette à cordes. | Nice : Lointier, 1913                                                         |
| 1910-14           | Poème du Rhône, opéra                                                                                      | opéra                                      | Mise en drame musical des douze chants de l'opéra créé par Paul Mariéton (1862-1911), d'après la traduction et l’œuvre de Frédéric Mistral (1830-1914) « Lou pouémo dóu Rose » de 1897, et une adaptation de Gabriel Boissy (1879-1949). Œuvre inachevée à cause de la guerre à venir et surtout du décès de Mistral la même année. |                                                                               |
| 1914              | Ma poupée chérie, berceuse pour voix moyenne et piano                                                      | pour voix et piano                         | Sur un poème du compositeur, en ré majeur. « Ma poupée chérie ne veut pas dormir ! Petit ange mien, tu me fais souffrir ! » → No.10 du recueil « Douze mélodies » de 1924. | Paris : Rouart, Lerolle & Cie : 1914                                          |
| 1914-(16)         | Ma poupée chérie, arrangement de Francisque Darcieux                                                       | pour voix et piano                         | Arrangement et transcription pour chœur à 3 ou 4 voix égales et piano, par Francisque Darcieux (1880-1951). Réalisé aussi pour 4 voix d'hommes ou pour 4 voix mixtes. Il existe aussi une version pour chorale à 3 voix et piano de Déodat de Séverac. | Paris : Rouart, Lerolle & Cie : 1916-1936                                     |
| 1914-(18)         | Ma poupée chérie, arrangement de Stéphane Chapelier                                                        | pour orchestre                             | Orchestration de Stéphane Chapelier (1884-1966). Il existe aussi une version orchestrée de Déodat de Séverac. | Paris : Rouart, Lerolle & Cie : 1918                                          |
| 1916              | El divino de l'hort                                                                                        | pour orgue et instruments                  | Variations pour orgue, hautbois, violon et violoncelle, basé sur l'hymne catalan « L'oracio de l'hort ». | Inédit                                                                        |
| 1916              | Salve regina, pour voix et orgue                                                                           | musique sacrée pour voix et orgue          | Première version pour voix et orgue. Il existe une deuxième version pour voix, violon et orgue. | Inédit                                                                        |
| 1917              | Salve regina, seconde version                                                                              | musique sacrée pour voix, violon et orgue  | Version remaniée du « Salve Regina » inédit de 1916 pour une voix et orgue avec la participation d'un violon. | Paris : Rouart, Lerolle & Cie, 1917                                           |
| 1918              | La mort y la Donzella, mélodie                                                                             | pour voix et piano                         | Chanson populaire catalane, harmonisée par Déodat de Séverac. Chanson perdue. « Despertáu-vos si dormiu » | Perpignan : supplément de Ruscino, 1918                                       |
| 1918              | Les gosses dans les ruines, musique de scène                                                               | musique de scène                           | Composition d'une chanson patriotique pour musique de scène adaptée d'après le livre illustré « L'Idylle de Guerre » de Paul Gsell (1870-1947) et Francisque Poulbot (1879-1946). Musique perdue. | Théatre des Arts, le 18 avril 1918. Paris : Édition Française Illustrée, 1918 |
| 1918              | Pie Jesu, Élégie héroique, (aux morts pour la Patrie)                                                      | musique sacrée pour orgue et violon        | Première version, pour violon (ou violoncelle) et piano (ou orgue) | Inédit                                                                        |
| 1918              | Pie Jesu, Élégie héroique, (aux morts pour la Patrie)                                                      | musique sacrée pour orgue                  | Deuxième version, pour orgue seul. | Inédit                                                                        |
| 1918              | Pie Jesu, Élégie héroique, (aux morts pour la Patrie)                                                      | musique sacrée pour voix, orgue et violon  | Troisième version, pour voix, piano (ou orgue) et violon. Œuvre perdue puis restituée par Pierre Guillot vers 1985. | Inédit                                                                        |
| 1908-19           | Les naïades et le faune indiscret, danse nocturne                                                          | pour piano                                 | Œuvre composée de 1908 à 1919. → No.33: du recueil « Musique pour piano » de 1919 | Paris : Rouart, Lerolle & Cie, 1952 (probablement vers 1924?)                 |
| 1919              | O sacrum convivium, motet                                                                                  | musique sacrée pour voix et orgue          | Motet à quatre voix mixtes et accompagnement d'orgue. « O sacrum convivium, In quo Christus sumitur (ter) » | Paris : Librairie de l'art catholique, 1919                                   |
| 1919              | Le roi Pinard, opérette                                                                                    | opérette                                   | Opérette sur un livret d'Albert Bausil (1881-1943) et Déodat de Séverac. D'après « La princesse d'Okifari », œuvre de 1907 non publiée et depuis perdue, sur un livret de Louis Lointier. |                                                                               |
| 1919-(92)         | Suite d'après le Roi Pinard, arrangement d'Yvon Bourrel                                                    | pour orchestre                             | Pour petit orchestre ou orchestre, sans n° d’opus. Orchestration d'Yvon Bourrel (1932-) réalisée en 1992. Pour 2 flûtes (aussi piccolo), 2 hautbois (aussi cor anglais), 1 basson, 2 cors, 1 trompette et cordes : - No.1: Prélude - No.2: Madrigal - No.3: Complainte - No.4: Valse - No.5: Rondeau (dans le style ancien) - No.6: Final | 1992                                                                          |
| 1919              | Tres recuerdos, (Trois souvenirs)                                                                          | pour voix et piano ?                       | Mélodies espagnoles : - No.1: Bentana de amor, (La fenêtre de l'amour) - No.2: Cantos de mariñeros, (Chants de matelots) - No.3: Lola la abandonada, (Lola la délaissée) |                                                                               |
| 1919              | Trois souvenirs, arrangement de Stéphane Chapelier                                                         | musique de chambre                         | Orchestration de Stéphane Chapelier (1884-1966) pour petit orchestre : flûte, hautbois, clarinette, fagotto, cor, trompette, piano conducteur et quintette à cordes : - No.1: La fenêtre de l'amour, (Lento assai tempo di habanera) - No.2: Chants de matelots, (Andantino) - No.3: Lola la délaissée, (sostenuto ma dulce) | Paris : Rouart et Lerolle , 1919                                              |
| 1919              | Minyoneta, souvenir de Figueras                                                                            | musique de chambre                         | Duo pour violon et piano | Paris : Rouart-Lerolle & Cie, 1919                                            |
| 1919              | Minyoneta, arrangement de Stéphane Chapelier                                                               | pour orchestre                             | Orchestration de Stéphane Chapelier (1884-1966). Une version pour petit orchestre a aussi été arrangée par le même auteur. | Paris : Rouart-Lerolle & Cie, 1919                                            |
| 1919              | Cortège nuptial catalan, pour chœur et cobla                                                               | pour voix et cobla                         | Œuvre chorale profane accompagnée de la cobla catalane. |                                                                               |
| 1919-(20)         | Cortège nuptial catalan, arrangement de Stéphane Chapelier                                                 | pour orchestre                             | Orchestration de Stéphane Chapelier (1884-1966). | Paris : Rouart et Lerolle , 1920                                              |
| 1919              | Souvenirs de Céret, duo sur des thèmes catalans                                                            | musique de chambre                         | Duo pour violon et piano. | Paris : Rouart, Lerolle & Cie, 1931                                           |
| 1919-(22)         | En vacances, second recueil, petites pièces romantiques de moyenne difficulté pour piano                   | pour piano                                 | Œuvre inachevée : - No.1: La fontaine de Chopin - No.2: La vasque aux colombes (pièce achevée en 1922 par Blanche Selva (1884-1942)) - No.3: Les deux mousquetaires (canon sans danger dans le style pompier). → No.47 & 48: du recueil « Musique pour piano » de 1919 | Paris : Rouart, Lerolle et Cie, 1922                                          |
| 1919              | Sous les lauriers roses, (soir de carnaval sur la côte catalane)                                           | pour piano                                 | En dix petites pièces : - No.1: La banda municipal - No.2: Petite valse de carabiniers - No.3: La naïade de Banyuls - No.4: Quasi sardana (Prélude du fluviol) - No.5: Tempo di sardana (Comme un chant populaire) - No.6: Pour Charles Bordes - No.7: Pour Emmanuel Chabrier (Scherzo-valse) - No.8: Alla barcarola - No.9: L'ombre charmante du vieux daquin - No.10: Les coucous (Petite fuguette folichonne) → No.49: du recueil « Musique pour piano » de 1919 | Paris : Rouart, Lerolle & Cie, 1920                                           |
| 1919              | Musique pour piano, Intégrale de la musique pour piano                                                     | pour piano                                 | Recueil de 49 pièces pour piano déjà cataloguées (cf) et réunies en 1919 : - No.1: Petite étude en sol mineur (1898) - No.2: P'tit bateau (1896-98) - No.3: Preludio (1896-98) - No.4: Air de ballet (1896-98) - No.5: Promenade en mer (1996-98) - No.6: Pastorale (Scènes des champs No.1) (1897-07) - No.7: Vent d'autan (1898) - No.8: Impromptu No.2 en do dièse mineur (1897-07) - No.9 à 12: Sonate en si bémol mineur (4 pièces) (1899) - No.13 à 19: Le chant de la terre (7 pièces) (1899-1900) - No.20: Valse lente (Fantine) (1901) - No.21 à 25: En Languedoc (5 pièces) (1903-04) - No.26 à 28: Le soldat de plomb (3 pièces) (1904) - No.29: Valse métèque (1897-07) - No.30: Pippermint-Get (1907) - No.31: Stances à Madame de Pompadour (1907) - No.32: Baigneuses au soleil (1908) - No.33: Les naïades et le faune indiscret (1908-19) - No.34 à 38: Cerdaña (5 pièces) (1908-11) - No.39 à 46: En vacances (1er recueil, 8 pièces) (1911) - No.47 & 48: En vacances (2ème recueil, 2 pièces achevées) (1919-22) - No.49: Sous les lauriers-roses (1919) |                                                                               |
| 1920              | Tantum ergo, hymne                                                                                         | musique sacrée pour voix à cappella        | Pour chœur mixte, d'après l'hymne eucharistique « Pange lingua », composée par saint Thomas d'Aquin (1225-1274) « Tantum ergo sacramentum, Veneremur cernui, Et antiquum documentum, Novo cedat ritui » | Paris : Librairie de l'art catholique, 1920                                   |
| 1909-21           | Les grenouilles qui demandent un roi, poème symphonique                                                    | pour orchestre                             | D'après Esope, Phèdre et Jean de La Fontaine (1621-1695). Œuvre perdue. |                                                                               |
| 1921              | |                                            | Décès de Déodat de Séverac |                                                                               |
| 1922?             | Trois aquarelles, mélodies                                                                                 | pour voix et piano                         | Œuvres posthumes : - No.1: Le pêcher rose, (de Jean Renouard (1874-1962) - No.2: La passerelle, (de Jacques Darla) - No.3: Le vieux moulin, (de Robert Bergman) | Paris, Société anonyme d'éditions, 1945                                       |
| 1898-14 (1924)    | Douze mélodies, douze mélodies                                                                             | pour voix et piano                         | Recueil de 12 mélodies en français uniquement (pas de version languedocienne) édité en 1924 après la mort du compositeur. Voir les détails des mélodies déjà référencées (cf) : - No.1: Le ciel est, par-dessus le toit (1901) - No.2: Temps de neige (1903) - No.3: Un rêve (1901) - No.4: A l'aube dans la montagne (1903) - No.5: Philis (1907) - No.6: Chanson de Jacques (1909) - No.7: Chanson de la nuit durable (1910) - No.8: Chanson pour le petit cheval (1910) - No.9: Les hiboux (1898) - No.10: Ma poupée chérie (1914) - No.11: Aubade (1910 ou 1913?) - No.12: Chant de Noël (1910) | Paris : Rouart, Lerolle et Cie, 1924                                          |
| 1897-07 (1999)    | Trois mélodies et quatre pages pianistes inédites, I. trois mélodies                                       | pour voix et piano                         | Recueil de sept pages manuscrites déodatiennes écrite de 1897 à 1907, conservées par des descendants du compositeur et éditées vers 1999 : - No.1: Ritournelle (1896) - No.2: Renouveau (1898) - No.3: Paysages tristes, soleils couchants (1898) | Presses Paris Sorbonne, 1999                                                  |
| 1897-07 (1999)    | Trois mélodies et quatre pages pianistes inédites, II. quatre pages pour piano                             | pour piano                                 | - No.4: Pastorale (1897?) - No.5: Deuxième impromtu, dans le caractère romantique (1898) - No.6: Valse métèque (1907) - No.7: Danse du tonneau et du bidon (1907) | Presses Paris Sorbonne, 1999                                                  |